# Gonçalo Pereira (engenheiro)
Gonçalo Amarante Guimarães Pereira é um engenheiro agrônomo, pesquisador e professor universitário brasileiro.

## Biografia
Formou-se em Engenharia agronómica, no ano de 1987, pela Universidade Federal da Bahia (UFBA). Obteve seu mestrado pela Escola Superior de Agricultura Luiz de Queiroz (ESALQ), instituto pertinente ao campus da Universidade de São Paulo (USP), localizado em Piracicaba, no interior do estado de São Paulo, sob a orientação de Flavio Cesar Almeida Tavares, no departamento de genética.
Doutorou-se no exterior, na Universidade de Düsseldorf, localizada na Alemanha, sob orientação de Cornelis Holenberg com tese intitulada Analysis of the transcriptional regulation of the MOX gene encoding peroxisomal methanol oxidase from Hansenula polymorpha. Para realizar o doutoramento, foi bolsista da Fundação Konrad Adenauer.

### Atuação
No ano de 1996, realizou seu pós-doutoramento no Instituto de Química da Universidade de São Paulo (IQ-USP), com financiamento da Fundação de Amparo à Pesquisa do Estado de São Paulo (FAPESP).
Desde 1997 é professor da Universidade Estadual de Campinas (Unicamp), sendo professor do Instituto de Biologia (IB), da universidade. Desde 2004 é livre-docente no instituto e desde 2009, assumiu como professor titular.
Entre suas principais áreas de pesquisa, estão o etanol, a transição energética, biotecnologia, cacau e vassoura-de-bruxa. Durante o período de um ano, entre novembro de 2016 e 2017, foi diretor do Laboratório Nacional de Ciência e Tecnologia do Bioetanol (CTBE), um dos quatro laboratórios que integram o Centro Nacional de Pesquisa em Energia e Materiais (CNPEM). É membro da Academia de Ciências do Estado de São Paulo (Aciesp).
No ano de 2023, foi agraciado com a Ordem Nacional do Mérito Científico pelo presidente Luiz Inácio Lula da Silva, em reconhecimento ao seu trabalho e contribuição do campo científico no país. Na mesma sessão solene, o professor Carlos Alfredo Joly, professor aposentado do IB da Unicamp, também foi agraciado com o mérito.